# Posos del café

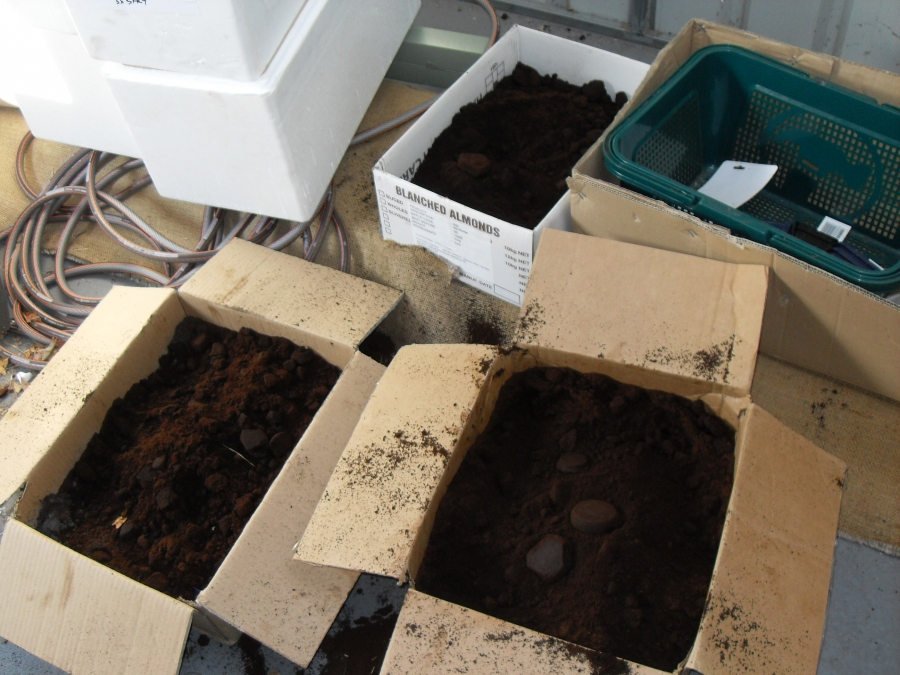
Posos de café en cajas

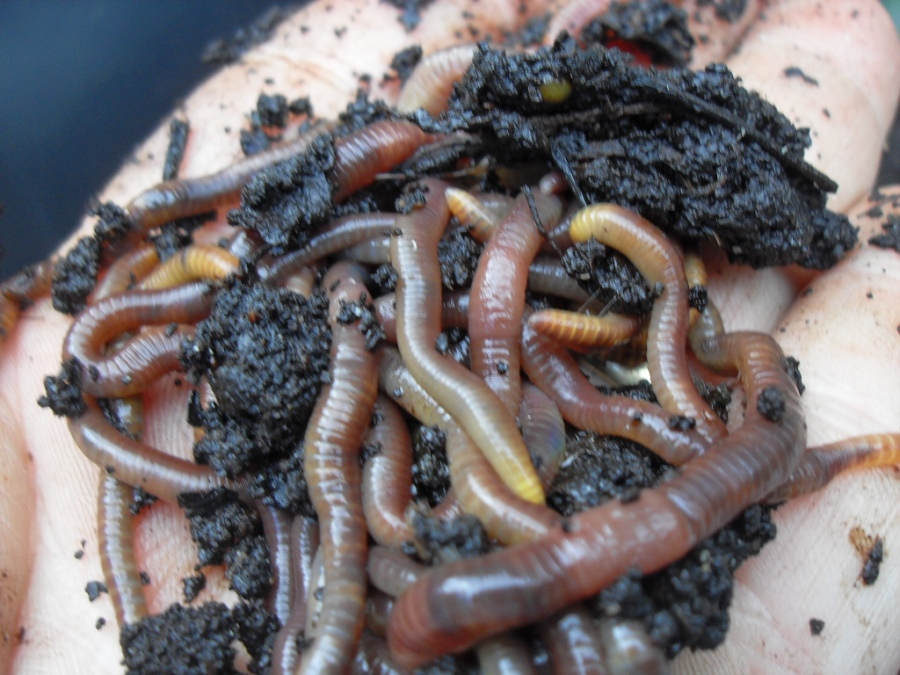
Gusanos de compostaje sobre posos del café

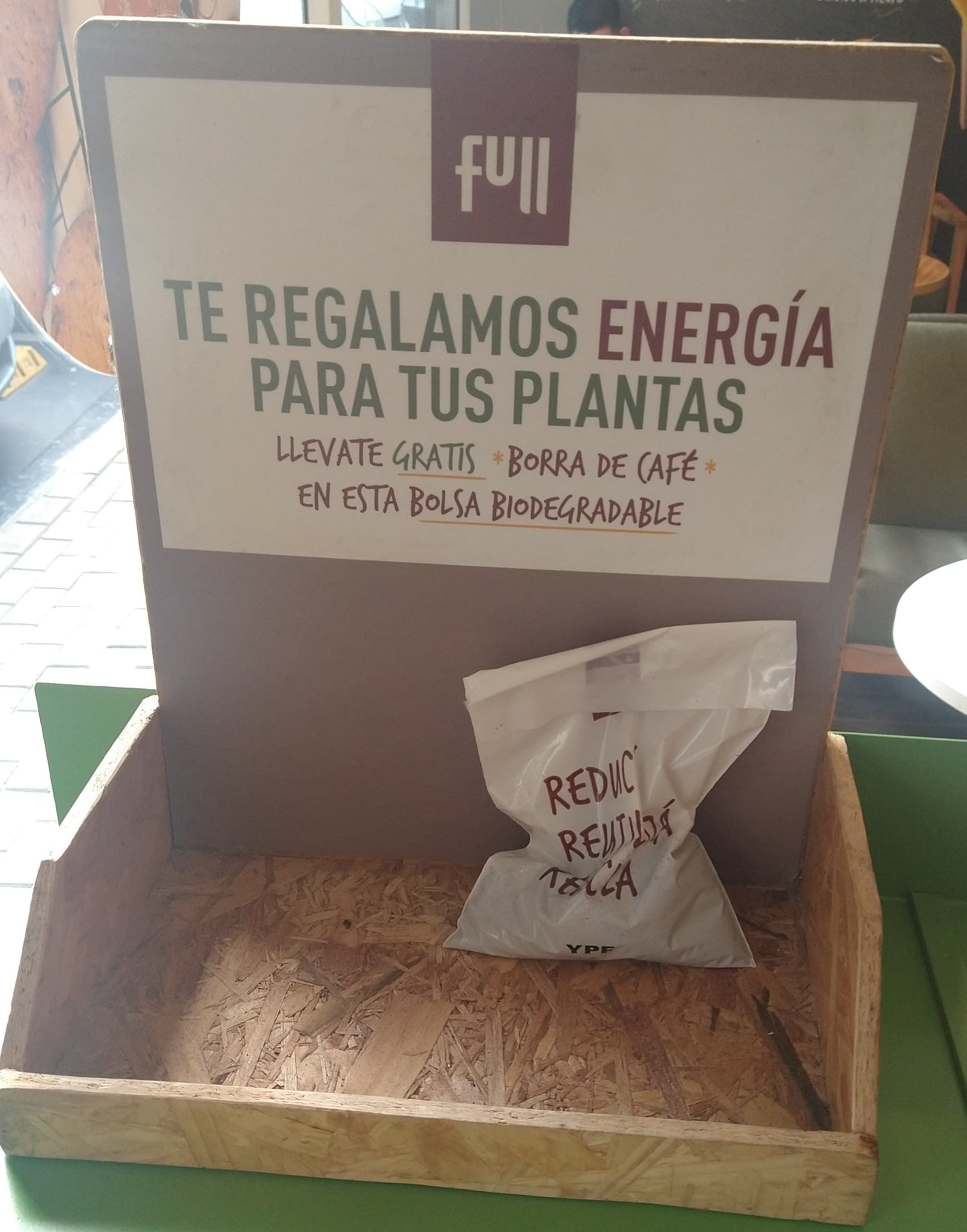
Borra de Café a disposición para que los clientes de estaciones de servicio puedan llevarse

Los posos de café son el producto de desecho de la preparación del café. También se le conoce en algunos países (como Venezuela) con el nombre de borra de café. Tiene diversos usos para su reciclaje así como su reutilización.
En el siglo XIX se utilizaron granos de café usados para adulterar el café puro. En jardinería, los posos de café se pueden utilizar para compostaje o como mantillo. Son especialmente apreciadas por los gusanos y plantas necesitadas de ácido como los arándanos. Los jardineros han reportado el uso de granos de café usados como repelentes de babosas y caracoles, pero esto aún no ha sido probado científicamente. 
Algunas cafeterías comerciales promueven iniciativas para prevenir que los posos vayan al vertedero, como el proyecto Posos para su jardín Starbucks, o «Energía para tus plantas» de YPF  y existen iniciativas patrocinadas por la comunidad, como Poso para la tierra.
Los posos de café pueden tener otros usos caseros como tinción de la madera, ambientadores o jabón corporal.  También pueden utilizarse industrialmente en la producción de biogás o para el tratamiento de aguas residuales.
También surgieron diversos proyectos para utilizar dicho material para hacer tazas.